# Catene da neve
Le catene da neve sono speciali catene che si applicano tramite un sistema di ganci alle ruote motrici a contatto con gli pneumatici di un veicolo, per aumentare la presa su neve, fango, strade bianche (ghiaia) e, se sono del tipo rompighiaccio, anche sul ghiaccio.

## Storia

Il cartello che solitamente è utilizzato per segnalare l'obbligo dell'uso di catene da neve.

Furono inventate nel 1904 da Harry D. Weed e sono rimaste quasi invariate, anche se adesso esistono varie disposizioni della catena e versioni, come la rompighiaccio che ha un profilo specifico per rompere il ghiaccio, ma anche della misura delle maglie della catena, che varia da 7 mm, fino a 12 mm ed oltre per certe categorie di mezzi
In Italia a partire da maggio 2002 le catene da neve devono essere omologate.

## Applicazione

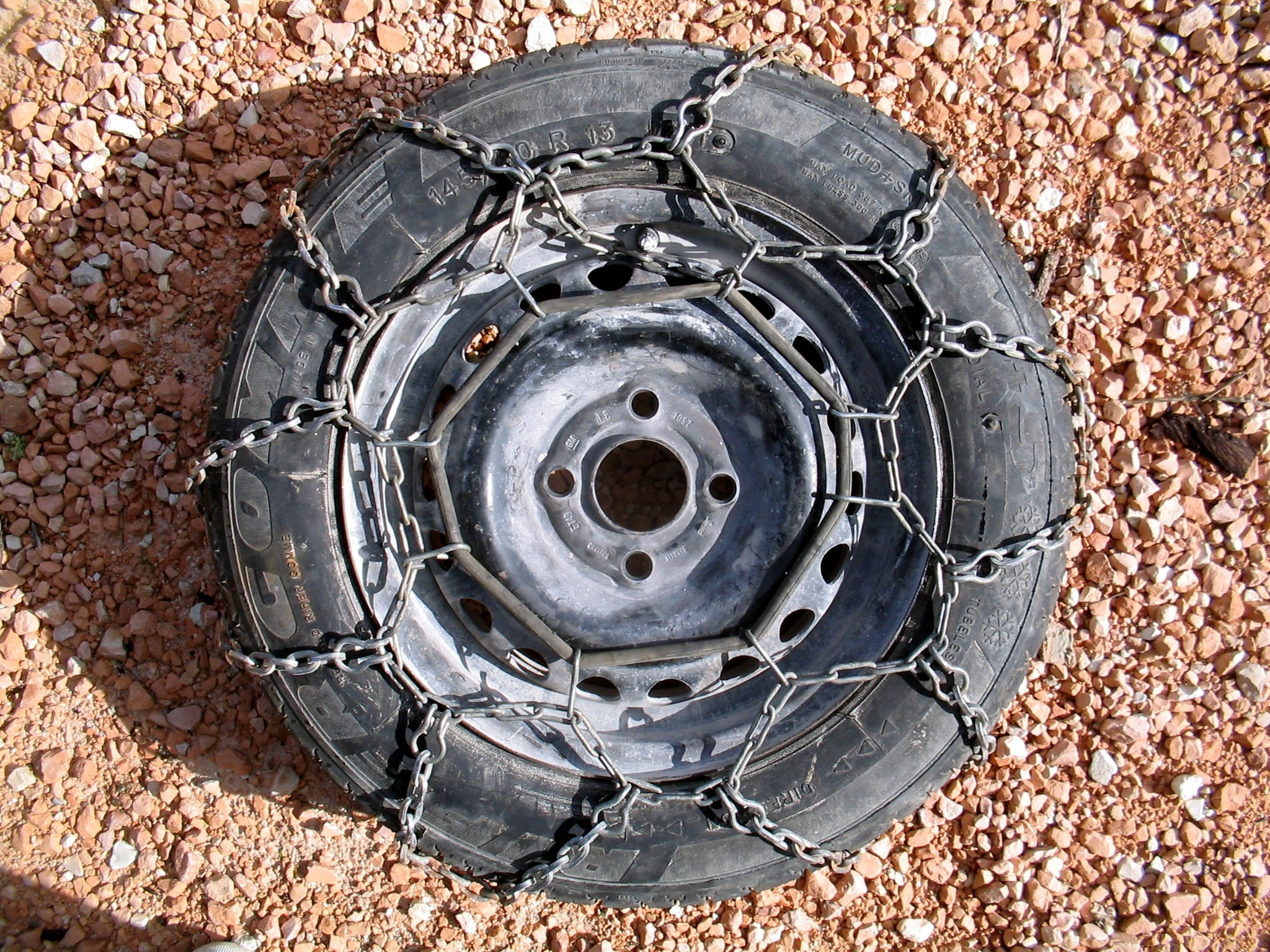
Catena da neve del tipo rompighiaccio caratterizzata da maglie a filo con sezione quadrata, con tensore ad elastomero che garantisce la corretta tensione della catena

Le catene da neve devono essere utilizzate sulle ruote motrici, quindi per un veicolo a trazione anteriore si devono applicare obbligatoriamente le catene alle ruote anteriori, per i veicoli a trazione posteriore si devono applicare obbligatoriamente le catene alle ruote posteriori e per i veicoli a trazione integrale (secondo il Codice Stradale) sugli assi motori. Generalmente questa informazione è riportata nel libretto di istruzioni dell'autovettura.
Nel caso il veicolo dia la possibilità di utilizzare le catene su tutte le ruote, anche se la trazione si ha solo su alcune ruote (trazione anteriore), si possono montare per migliorare la tenuta.
Le catene da neve oltre ad avere una parte che permette la trazione, caratterizzata appunto dalla catena, hanno una o più componenti che ne permettono sia la chiusura che la corretta tensione, questo sistema (che applica una forza sulla catena) è necessario in quanto non è sempre di facile soluzione ottenere il posizionamento ideale della catena e di conseguenza la giusta tensione, per questo dopo aver percorso poche decine di metri è consigliabile verificare la correzione eseguita da tale sistema ed eventualmente provvedere ad un'ulteriore sistemazione della catena e di tale sistema.

## Obbligo e omologazione
L'obbligo in Italia è indicato dall'articolo 1 della Legge 29 luglio 2010, n. 120 "Disposizioni in materia di sicurezza stradale" sulle strade maggiormente esposte al rischio di neve o gelo è possibile che sia prescritta l'obbligatorietà ad avere le catene da neve a bordo o gli pneumatici da neve montati, per un predeterminato periodo, che indica come dal 1º aprile 2013 potranno essere commercializzate esclusivamente catene da neve contrassegnate con il marchio UNI.
Le prescrizioni d'obbligatorietà sono definite dai singoli enti/concessionari delle strade, tramite la realizzazione di apposite ordinanze.
È opportuno tenere presente che i dispositivi di aderenza quali le catene da neve per autovetture, SUV, furgoni e per mezzi tipo “trasporto leggero” devono essere costruiti a regola d'arte, ovvero essere conformi alla norma UNI 11313 (CUNA NC178-01) o ad equipollente norma valida in ambito comunitario, quale la norma austriaca ӦN v.5117 (decreto 10 maggio 2011, "Norme concernenti i dispositivi supplementari di aderenza degli autoveicoli").

## Tipologia

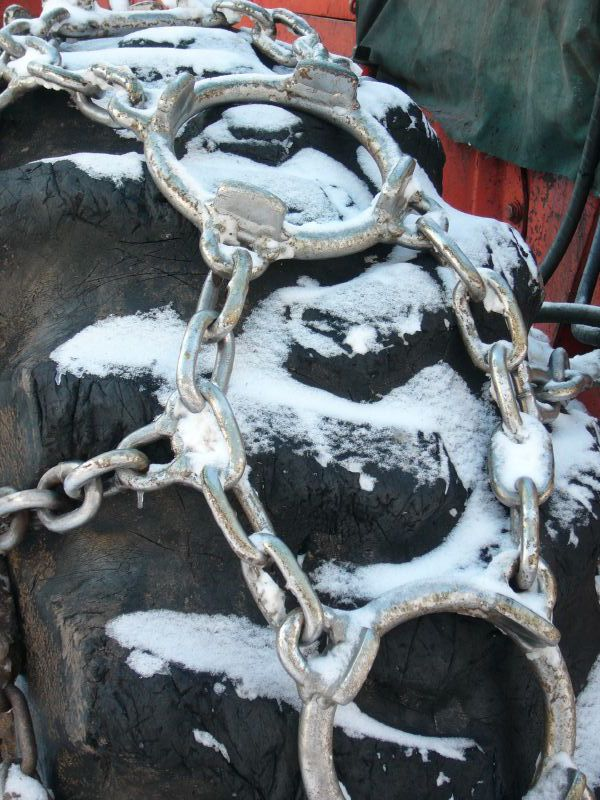
Particolare tipologia di catena romboidale con rompighiaccio di un mezzo pesante

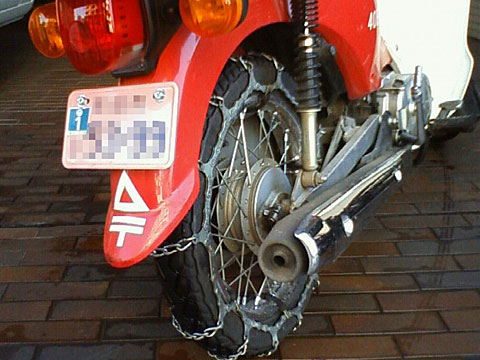
Un motociclo con catena a scaletta con anelli appiattiti

Le catene da neve possono essere di diversi tipi a seconda della trama delle maglie:
- Maglia a rombo, presenta una disposizione delle maglie dove si hanno dei rombi o esagoni al centro della ruota che nella parte centrale della ruota possono essere collegati tra di loro in modo diretto o tramite piccoli tratti di catena radiale, mentre ai lati del rombo si hanno dei tratti assiali che li collegano alle strutture di supporto laterale. Questa tipologia di catene, come impronte, lascia un segno raffigurante il rombo o l'esagono all'interno della traccia dello pneumatico stesso.
- Maglia a ipsilon/diamante, ha diversi tratti di catena radiali alla ruota (che corrono lungo la mezzeria del battistrada) e disposti centralmente uniti tra di loro e la catena laterale di supporto formata da due coppie di catene disposte obliquamente. Questa tipologia di catene, come impronte, lascia un segno raffigurante due lettere "Y" opposte tra loro ed unite a livello del gambo/piede, disposto all'interno della traccia dello pneumatico stesso.
- Maglia a rombi simmetrici con disegno a Y, ha nella parte più interna della gomma dei tratti obliqui della catena che si vanno ad unire con gli elementi esterni, assiali alla ruota. Questa disposizione va a formare dei pentagoni nella parte più esterna della ruota e dei triangoli in quella più interna, andando a formare una "Y" rovesciata sullo pneumatico. Come impronte lascia un segno raffigurante la lettera "Y" all'interno della traccia dello pneumatico stesso.
- Maglia a scala o scaletta, caratterizzata da diverse file di catene disposte assialmente alla ruota. Questa tipologia di catene, come impronte, lascia delle linee che vanno da un lato all'altro della traccia dello pneumatico stesso.

Le catene si distinguono anche a seconda della struttura delle maglie:
- Normali, sono le tradizionali catene da neve con anelli a sezione rotonda
- Rompighiaccio, la caratteristica delle catene rompighiaccio è data da un anello o piastrina che si sporge in modo più pronunciato, in modo da sviluppare più pressione sul ghiaccio e romperlo, oppure avere il profilo degli anelli della catena munito di due spigoli vivi. In questo caso l'anello viene chiamato a sezione D oppure ha una sezione rettangolare o quadrata.
- Appiattito, gli anelli della catena risultano deformati o conformati in modo da occupare meno spazio

Inoltre la struttura di supporto laterale delle diverse catene può essere costituita da una catena di tipo galle o ad anelli, da un cavo o da un sistema misto.

## Fattori che hanno ridotto l'utilizzo delle catene
Queste catene sono state sostituite nel loro utilizzo quotidiano dalle gomme termiche, dette anche gomme invernali, perché queste gomme a differenza delle catene hanno meno limitazioni o problemi, qui sotto elencati:
- L'obbligo di togliere le catene non appena termina il tratto di strada innevato, per evitare di rovinare l'asfalto.
- Per montare le catene c'è la possibilità di sporcarsi le mani andando a contatto con la ruota ed eventualmente anche le maniche dei vestiti, fattore che dipende dalla manualità dell'utente e dal tipo di catene (tecnica di ancoraggio).
- La tenuta su ghiaccio è garantita solo dalle versioni rompighiaccio, alcuni tipi di catene rompighiaccio non possono essere montate su qualunque veicolo.
- Il limite di velocità è pari a 50 km/h qualora si adoperino le catene da neve.[4]

## I vantaggi delle catene rispetto alle gomme termiche
Tuttavia la catena ha prestazioni migliori rispetto alle gomme invernali, garantendo una maggiore aderenza sul terreno nella maggior parte dei casi, soprattutto nelle condizioni più gravose e pericolose, come quelle elencate qui sotto:
- le catene mantengono una buona aderenza anche con neve alta, mentre le gomme invernali con l'aumentare dello spessore della neve riducono la loro efficienza;[5]
- le catene mantengono un'elevata tenuta anche con le strade bianche, a differenza delle gomme invernali che tendono a risentirne;
- le catene del tipo "rompighiaccio" garantiscono la trazione anche con il ghiaccio, questo perché riescono a penetrare nel manto di ghiaccio e utilizzarlo per scaricare a terra la potenza, o a frantumarlo, offrendo allo pneumatico l'appoggio sull'asfalto (comportandosi come una gomma chiodata).[6]

## Accorgimenti e varianti
Per garantire la massima presa dello pneumatico e ridurre la possibilità di pattinare su neve, ghiaccio o acqua è consigliabile montare pneumatici che abbiano la minor impronta trasversale possibile, ovvero più stretti, questo perché si riesce a imprimere una maggiore forza e ridurre l'effetto aquaplaning e a schiacciare e spostare più facilmente la neve, così come rompere il ghiaccio.
Come varianti esistono diversi sistemi, che non sempre sono omologati in tutti i paesi e quindi riconosciuti come catene da neve:
- Ragni o spikes sono elementi in plastica rigida con una forma a ragno (da questo il nome) da applicare direttamente sulla ruota tramite il cerchione e possono essere formati solo da tratti assiali di plastica o anche muniti di catene disposte radialmente sulla ruota.
- Catene da neve composite (Easy grip), questo tipo di catene sono costituite da diversi cavi, che tramite anelli metallici di giunzione creano molteplici maglie; questa soluzione brevettata da Michelin permetterebbe di applicare catene anche ai mezzi non catenabili.[7]

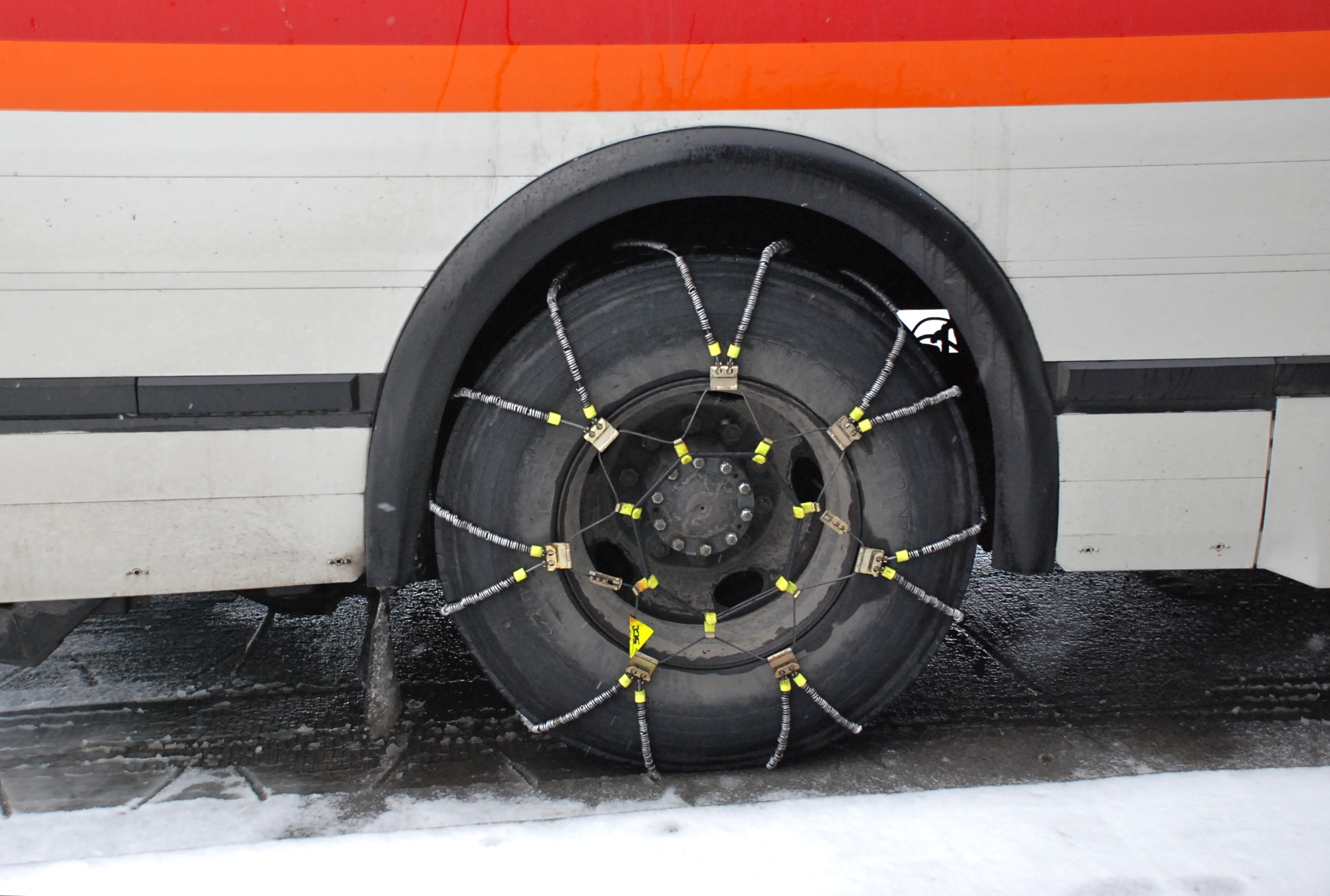
Cavo da neve montato su una ruota di un mezzo pesante

- Cavo da neve, in questo caso invece d'avere delle catene, si hanno dei cavi d'acciaio coperti da manicotti d'acciaio, come trame/varianti sono le stesse della tradizionali catene da neve.[8]

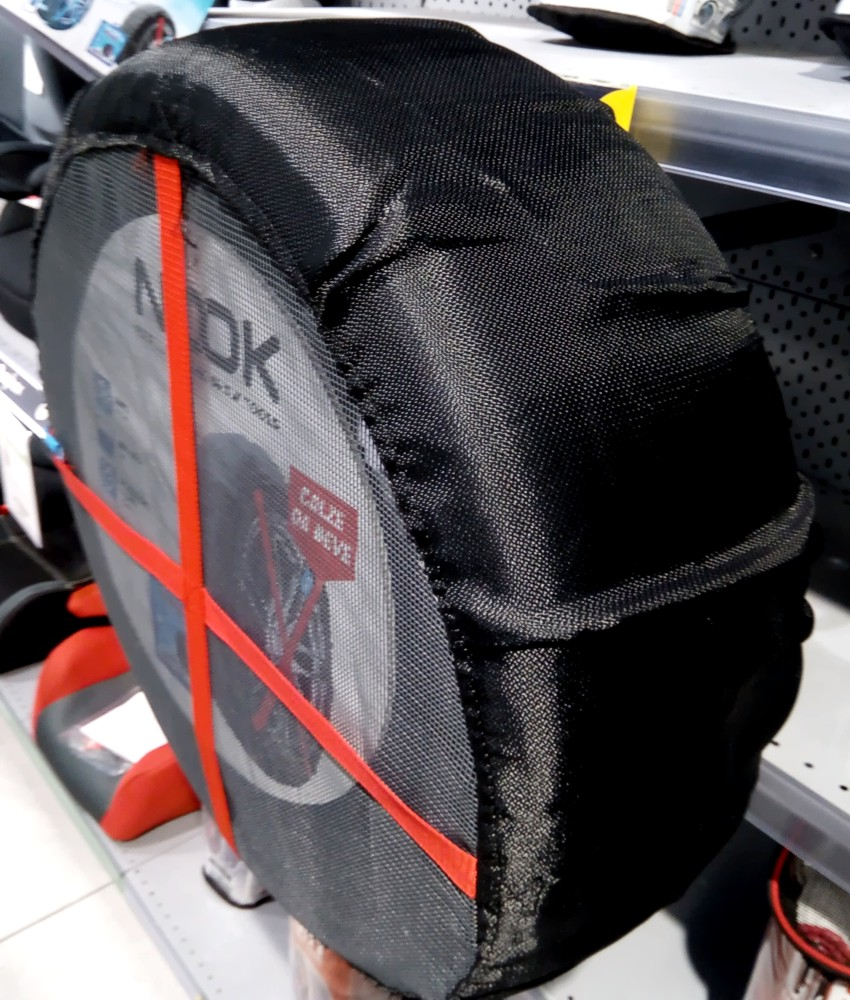
Calze da neve per automobile

- Calze , sono dei tessuti che vanno applicati sulla ruota e che non ne modificano la forma e di conseguenza la sensazione di guida. Hanno una buona aderenza anche su strade ghiacciate, ma sull’asfalto non innevato si danneggiano in modo molto precoce. In Italia, dal 2015, sono da ritenersi equiparabili alle catene da neve se omologate secondo la norma UNI 11313 oppure ON v5121, come riportato dalle normative previste dal Codice della strada[9].
Equiparazione che venne rimarcata nel 2023[10]

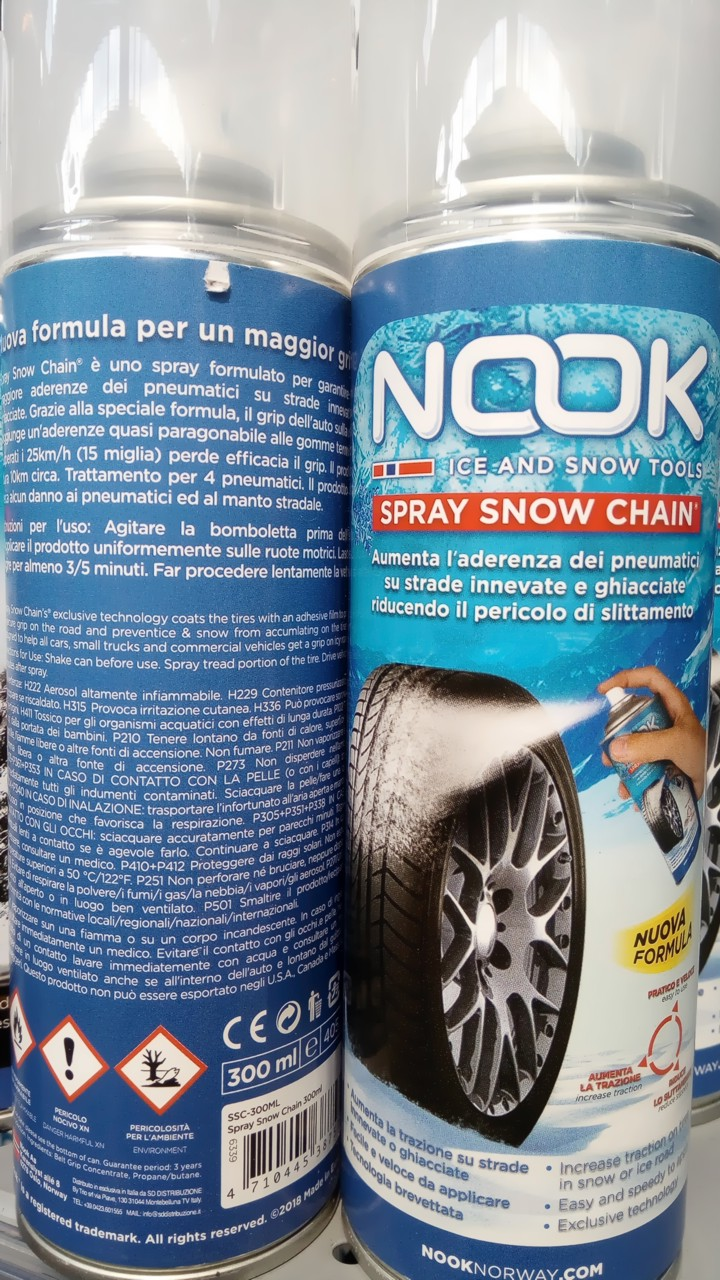
Catene spray

- Catene spray, prodotto costituito da una miscela spray di resine e polimeri attivi che va spruzzato e fatto asciugare sulla gomma in modo da formare un velo ultrasottile che riveste interamente la gomma, permettendo una migliore aderenza su neve compatta, il composto si degrada con l'acqua per questo fatto la sua efficacia tende a diminuire con la percorrenza in modo più o meno celere[11]
- Le catene liquide, sono dei prodotti di schiuma plastica modellabile, che vanno applicati sulla gomma tramite una bomboletta e un beccuccio distributore, formando così delle linee spesse che intrecciate tra loro formano una trama che può essere del tutto simile a quelle delle catene tradizionali. Una volta applicati questi prodotti, bisogna attendere che la schiuma si indurisca per poter ottenere l'efficacia; al termine del tratto di strada innevata tendono a rimuoversi da soli. Non sono omologabili e quindi non utilizzabili ove è previsto l'obbligo delle catene da neve.